# 北埔姜氏家廟
北埔姜氏家廟是臺灣新竹縣北埔鄉當地姜氏家族的祠堂，也是全台灣最多古蹟的名門望族，姜氏家廟為其家族眾多古蹟其中之一，現為縣定古蹟。建於1921年，為「二堂二橫」格局之建築，廟內保有邱玉坡及邱鎮邦父子的擂金彩繪、徐清及徐春泉的木雕、辛阿救的石雕等客家人匠師藝品。

## 沿革
1835年，淡水同知李嗣鄴要求竹塹城西門總理周邦正與九芎林總理姜秀鑾組織「金廣福墾號」，在今新竹縣北埔鄉、峨眉鄉、寶山鄉一帶開墾。開墾過程由於資金需求龐大，閩籍墾戶陸續退出，因此姜氏家族獲得了金廣福大半的開墾成果，成為當地望族。1921年（日治大正十年），在族人姜瑞昌、姜振驤倡議下，開始施作家廟，歷時三年完成。
姜氏家廟初期有會館功能，外地族人可在路經北埔時借為休息用餐處，也提供參與春秋祭典的族人住宿。太平洋戰爭期間，家廟左右廂房曾分別提供幼稚園和北埔國民學校充作教室；戰事後期更被徵收做為日軍物資囤積處，前堂屋頂並為此架起機關砲防禦。
戰後，1949年隨國府遷臺的移民佔用姜氏家廟的前堂與左右兩廂做為住宅，因此雖然建物日漸老舊，但姜家不願整修。1964年，左廂房後段完全倒塌，家廟也長期不復舉辦祭祖典禮，僅有姜氏後人針對建築物做部分維護。
1999年921大地震時，部分建築再遭損毀。2004年由新竹縣文化局定為縣定古蹟，並完成一、二期修復工程；2013年起由客家委員會補助進行第三期工程，在2016年1月24日上梁完成。

## 特色

### 格局
姜氏家廟佔地1500平方公尺，建築面積836平方公尺，以260度方向座東朝西，左右對稱。由前而後為前堂、正堂，正堂兩側有當地客家人稱為「橫屋」的左右廂房；即「二堂二橫」格局。前堂與正堂之間有中庭；正堂與二橫屋之間設日井、月井及過水廊相連。

### 裝飾
姜氏家廟建築之時，聘請當代名匠施作，其中以木作、彩繪與石雕皆具特色。
大木作即柱、樑、通、楹等木造屋架的間架、尺寸、式樣與構法，由「阿清司」徐清（又名徐清連）規劃。徐清師從八塊庄（今臺灣桃園市八德區）名匠葉金萬。徐清採用「疊斗式」屋架設計，精巧繁複；在本堂棟架大通上的趖瓜型座斗，有細長的爪由上向下延伸，形態逸秀，最具葉金萬的門派風格。鑿花部分則由徐春泉施作，於前堂、本堂檐下與棟架上皆可見，雕工細密，與獅頭山海會庵、中港慈裕宮等作品均為徐春泉的工藝代表。
石作匠師有辛阿救、姜房兩人分工，但兩人負責構件不同，並非比拚技藝的對場作。辛阿救為姜家姻親，36歲時參與姜氏家廟工程，主要代表作有前堂與本堂下的龍柱，在粗獷的造型及流暢有力的線條之餘，細節處理仍相當細膩。
彩繪部分由清朝廣東省大埔縣橫溪鄉的名匠邱玉坡、邱鎮邦父子跨海至臺灣施作。邱氏父子最著名為「擂金彩繪」，其作法需先將金箔研磨成粉收納，彩繪前再以特殊調配技術將金粉研磨成半液體狀，塗於彩繪部位後，以手推抹成漸層效果。目前邱玉坡在臺灣的作品僅存此一處，邱鎮邦之作品亦只在八處留存。